# حملة الشريط الأبيض
حملة الشريط الأبيض (WRC) هي حركة عالمية من الرجال والفتيان الذين يعملون على إنهاء عنف الذكور ضد النساء والفتيات. تم تشكيلها من قبل مجموعة من الرجال المؤيدين للحركة النسائية في لندن، أونتاريو في نوفمبر 1991 كردة فعل على مذبحة المدرسة العليا للطالبات على يد مارك لوبين عام 1989. كانت الحملة تهدف إلى رفع مستوى الوعي حول انتشار عنف الذكور ضد النساء، حيث يرمز الشريط إلى «فكرة أن الرجال يتخلون عن أسلحتهم-أذرعهم-». تسعى الحركة الناشطة في أكثر من 60 دولة إلى تعزيز العلاقات الصحية والمساواة بين الجنسين .

## التاريخ
كان السياق التاريخي لهذا اليوم مثالاً على عقدة كره النساء الذي حدث في كلية الفنون التطبيقية في مونتريال، كيبيك، كندا في 6 ديسمبر 1989 ويشار إليه باسم مذبحة مونتريال. أسفرت المجزرة عن ذبح مارك لوبين البالغ من العمر 25 عامًا 14 امرأة بسبب كراهيته تجاه النساء. تتمحور معظم أعمال هذه الحملة حول منع العنف ضد المرأة والذي يشمل تثقيف وتوجيه الشباب حول قضايا مثل العنف والمساواة بين الجنسين. يتم تشجيع الرجال والفتيان على ارتداء شرائط بيضاء كرمز لمعارضتهم للعنف ضد المرأة. يتم تشجيعهم بشكل خاص على ارتداء هذه الأشرطة خلال أسبوع الشريط الأبيض الذي يبدأ في 25 نوفمبر وهو يوم الأمم المتحدة للقضاء على العنف ضد المرأة.
تنشط حملة الشريط الأبيض في أكثر من 60 دولة في جميع أنحاء العالم بما في ذلك كندا وأستراليا وباكستان وإيطاليا والمملكة المتحدة.
في عام 2018 وبالنسبة لأستراليا، تم نقل اليوم من 25 نوفمبر إلى 23 نوفمبر ليصبح يومًا محددًا لحملة منفصلة عن اليوم الدولي، وتم توسيعه ليشمل العنف ضد الأطفال. تستطيع الشركات الحصول على «مكان عمل معتمد لشريط أبيض»، صالح لمدة ثلاث سنوات.
في 3 أكتوبر 2019، تم وضع ذراع الحركة الأسترالية، White Ribbon Australia ، في التصفية بعد أن سجلت خسارة صافية قدرها 840,000 دولار أسترالي في تقاريرها المالية.

## Whiteribbon.org
في عام 2014، أطلقت المنظمة الناشطة في مجال حقوق الرجال A Voice for Men whiteribbon.org كإحدى حملات حملة الشريط الأبيض،  اعتمدت رسومات ولغة من الشريط الأبيض. وهي مملوكة من قبل إيرين بيزي ولها شعار «أوقفوا العنف ضد الجميع». متهمًا «باختطاف» الشريط الأبيض،  تعرض الموقع لانتقادات قاسية من قبل تود مينرسون، المدير التنفيذي السابق لحملة الشريط الأبيض، الذي وصفه بأنه «حملة مقلدة توضح وجهات نظرهم القديمة ونفيهم حول واقع العنف القائم بسبب الجنس». يقدم الموقع الادعاء بأن العنف العائلي هو سلوك متعلم منذ الطفولة، يرتكبه الرجال والنساء على قدم المساواة. واجه الموقع الكثير من الانتقادات، حيث تم اتهامه بعرض «دعاية معادية للنسوية».